# Преоне
Преоне (італ. Preone) — муніципалітет в Італії, у регіоні Фріулі-Венеція-Джулія, провінція Удіне.
Преоне розташоване на відстані близько 510 км на північ від Рима, 115 км на північний захід від Трієста, 50 км на північний захід від Удіне.
Населення — 246 осіб (2014).
Щорічний фестиваль відбувається 23 квітня. Покровитель — святий Юрій.

## Демографія
Населення за роками:

Станом на 1 січня 2023 року в муніципалітеті офіційно проживало 11 іноземців з 6 країн, серед них 3 громадяни країн Євросоюзу.

## Сусідні муніципалітети
- Енемонцо
- Сокк'єве
- Трамонті-ді-Сотто
- Верцегніс
- Віто-д'Азіо

## Український слід
В Преоне похований Явний Ярослав — діяч ОУН, учасник місії до аліантів, загинув 1944 в Італії.